# Paparazzi
«Paparazzi» (с англ. — «Папарацци») — песня, записанная американской певицей Lady Gaga и выпущенная как сингл её дебютного студийного альбома The Fame. Песня, написанная Гагой и Робом Фьюсери, была издана как третий сингл альбома в Великобритании, Ирландии, России и Италии, как четвёртый сингл в Канаде и США, и как пятый в Австралии, Новой Зеландии и Франции. Релиз состоялся 6 июля 2009 года в Великобритании и через четыре дня — в Австралии. Первоначально третьим синглом в Великобритании хотели выпустить «LoveGame», но из-за его потенциально противоречивой лирики и откровенного музыкального видео третьим синглом выбрали «Paparazzi». Песня была написана Гагой для того, чтобы отразить её стремление к славе. «Paparazzi» — среднетемповая, танцевальная композиция, лирика которой показывает ситуацию, когда кого-то навязчиво преследуют, чтобы получить внимание и славу.
Песня была позитивно оценена критиками за её весёлое настроение, клубную атмосферу и была названа самой запоминающейся и осмысленной песней в альбоме. Музыкальное видео в песне показывает Гагу как роковую старлетку, преследуемую фотографами и в процессе, едва не убитую её бойфрендом. Видео показывает, как она выживает, возвращается и мстит своему бойфренду, в процессе экспериментируя со способами возвращения своей славы. Песня вошла в топ-10 чартов Австралии, Канады, Ирландии, России и Великобритании, возглавила чарты Германии и Чехии. В США песня достигла 6 места в чарте «Billboard Hot 100».

## Создание композиции
Когда Рон Сломович из «About.com» написал, что существует много значений песни, Гага ответила:

Что ж, я так рада, что существует так много интерпретаций, в этом и была идея. Песня о нескольких различных вещах — о моей внутренней борьбе, которая заключается в том, хочу ли я славы, или я хочу любви? Также песня о совращении папарацци, для того, чтобы они полюбили меня. Песня о медиапроституции… Это песня о любви к камерам, но ведь это ещё и песня ставящая вопрос славы и любви — можно ли иметь всё сразу, или только что-то одно?
В интервью австралийской газете «Daily Telegraph», Гага объяснила, что песня также написана о поиске баланса между успехом и любовью. Билл Лэмб из «About.com» согласился, что песня является своеобразной данью «симботическим, но в конечном итоге полностью фальшивым и „пластиковым“ отношениям между звёздами и преследующими их папарацци […] которые, как бы то ни было, существуют для того, чтобы документировать историю и, в конечном счёте, создавать славу».

## Критика

Гага исполняет песню «Paparazzi» на The Monster Ball Tour.

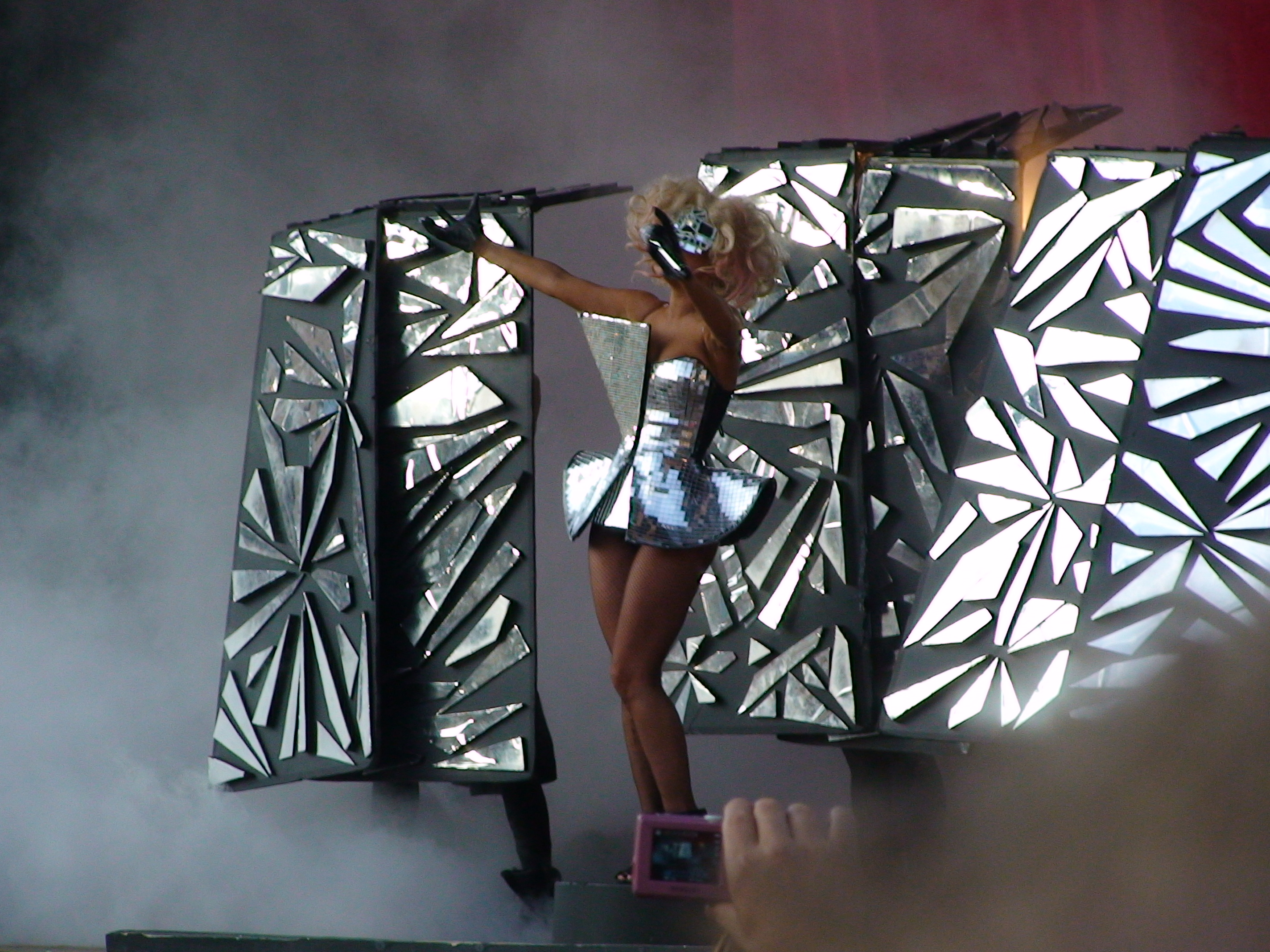
Гага исполняет песню «Paparazzi» на Gröna Lund, Стокгольм, Швеция в августе 2009.

Критики дали позитивную оценку песни. Джилл Мензей из журнала «Billboard», во время рецензии «The Fame Ball Tour», похвалил вокал Гаги в песне, сказав, что: «одержимая славой баллада „Paparazzi“ показала, насколько искусной она может быть со своим голосовым диапазоном». Алексис Петридис из «The Guardian» сказал, что «вы можете быстро устать от постоянно повторяющейся темы альбома, но мелодия „Paparazzi“ действительно занимает место в вашей голове и никак не желает покинуть её». Стефан Томас Эрлвайн из «Allmusic» назвал песню умной и сказал, что она «функционирует одновременно как великолепный поп-трэш и как злая пародия на него». Бэн Норман из «About.com» сказал, что песня входит в его тройку любимейших в альбоме, и добавил, что она удивительна. Прайя Элан из «The Times» высказал мнение, что «даже трио песен, которые составляют основу той темы звёздности всего альбома („Paparazzi“, „Beautiful Dirty Rich“ и заглавный трек) не сливаются с захватывающей пустотой популярности, а скорее предпочитают наблюдать со стороны». Билл Лэмб из «About.com» посчитал, что песня является вершиной Гаги, как артиста. В продолжении он отметил симбиотические отношения между звездой и папарацци, эмоцию, скрытую за словами и музыкой и уверенный вокал Гаги, как доводы «за» песню.
Эван Саудей из «PopMatters» сказал, что оба сингла, «Paparazzi» и более ранний «Poker Face», сопоставимы в музыкальном стиле с первым синглом певицы, «Just Dance», но добавил, что «ни в одном из номеров нет даже намёка на то, что Гага повторяет себя; вместо этого кажется, что её ошибки вызваны только тем, что она пытается зайти на ту территорию, к которой, видимо, ещё не готова». Фридом Да Лэк из «The Washington Post» критически оценил песню и сказал, что несмотря на то, что Гага кажется более серьёзной, когда назидательно поёт «Paparazzi», песня всё равно кажется такой же плоской и безликой, как и пресной. Эрика Ховард из «New Times Broward-Palm Beach» назвала песню наиболее «говорящей» в альбоме. Джон Караманика из «The New York Times» сказал, что «Paparazzi» — это любовное послание от камеры к субъекту, но оно слишком быстро обрывается, чтобы показать, что эти отношения взаимны. Любое упоминание того, что Гага пытается показать более глубокий смысл полностью обрывется на лирике, извращённой щеголянием в простоте, которая вообще не передаёт весь цинизм ситуации.

## Чарты

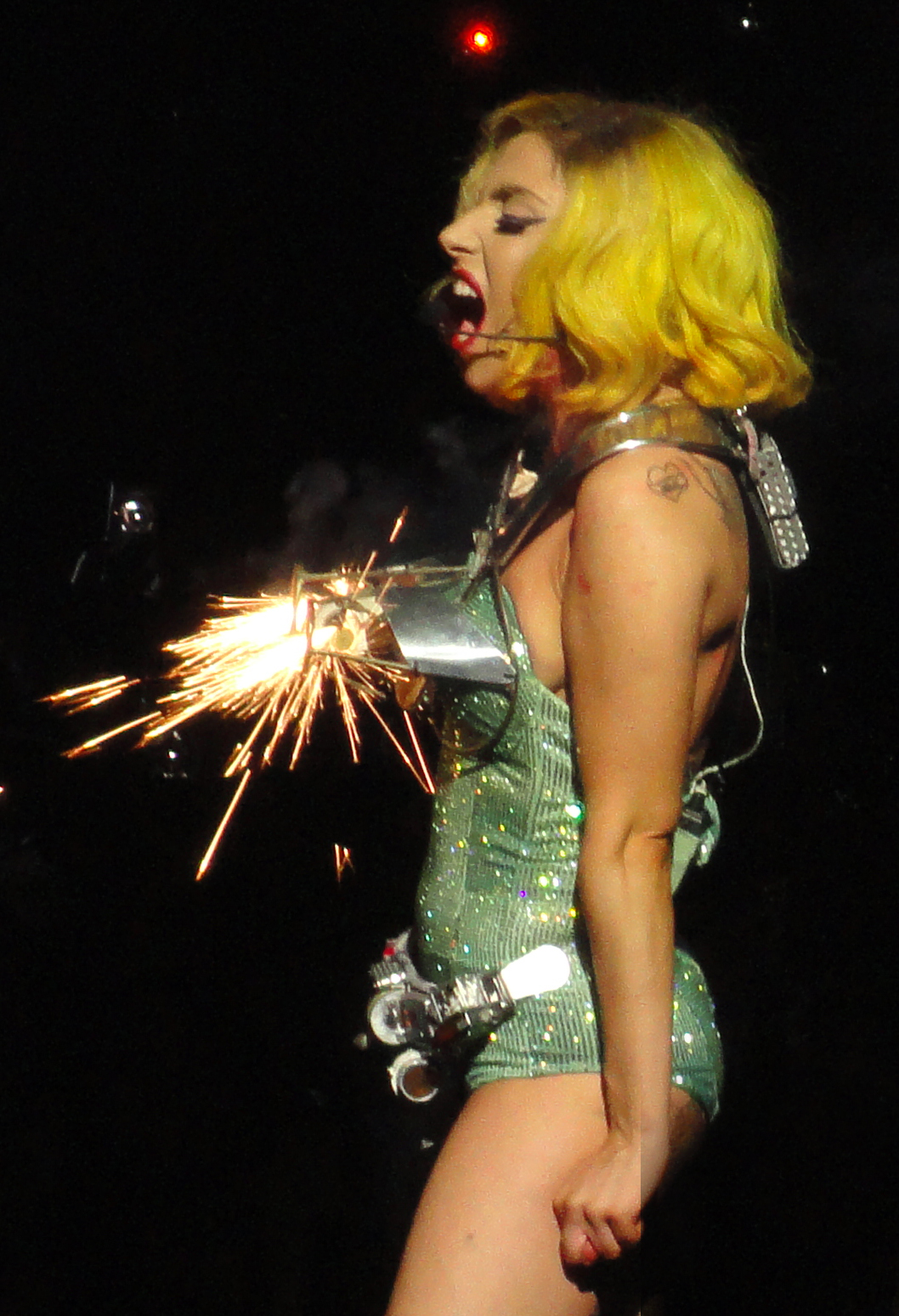
Леди Гага исполняет песню «Paparazzi» на The Monster Ball Tour в Нью-Йорке

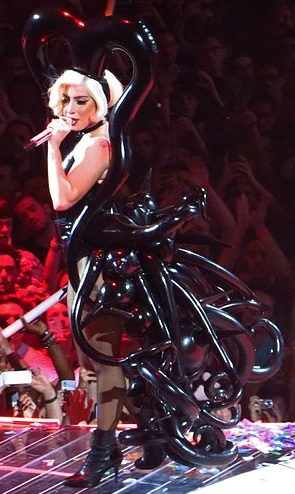
Леди Гага исполняет песню на «ArtRave: The Artpop Ball Tour»

Сингл дебютировал в чарте США «Billboard Hot 100» 12 сентября 2009 года на 74 позиции. В итоге песня достигла 6 позиции, став четвёртым синглом, подряд попавшим в топ-10 чарта. Благодаря успеху композиции Гага стала одной из немногочисленных певиц, чьи четыре сингла из дебютного альбома попали в топ-10 чарта за последние 10 лет (среди других певиц — Кристина Агилера, Бейонсе и Ферги). Сингл также возглавил чарт поп-композиций «Billboard Pop Songs» и таким образом Гага стала первой исполнительницей за 17 лет, чьи первые четыре сингла возглавили данный хит-парад. Песня также возглавила чарт танцевальной клубной музыки «Hot Dance Club Songs». Сингл разошёлся тиражом в 2 миллиона цифровых копий в США, по данным «Nielsen Soundscan». В Канаде «Paparazzi» дебютировал в чарте «Canadian Hot 100» на 92 позиции и поднялся до 57 позиции в следующую неделю, став лидером недели по увеличению цифровых загрузок. В итоге песня достигла 3 места в чарте.
«Paparazzi» дебютировал в австралийском чарте «Australian Singles Chart» на 73 позиции 1 июня 2009 года и поднялся до 27 позиции в последующую неделю. Песня достигла 2 строчки чарта, став пятым синглом Гаги, попавшим в топ-5. Сингл был сертифицирован дважды платиновым в Австралии, с продажами в 140 тысяч копий. В Новой Зеландии песня дебютировала на 23 строчке 22 июня 2009 года и достигла 5 места в чарте. Сингл был сертифицирован как золотой, после 14 недель пребывания в чарте, с продажами более 7,5 тысяч копий.
Песня дебютировала в чарте Великобритании «UK Singles Chart» в феврале 2009 года на 99 позиции, благодаря цифровым продажам сингла, сразу после выпуска альбома «The Fame». Сингл достиг 4 позиции в чарте. Было продано более 400 тысяч копий сингла в Великобритании. В Ирландии сингл дебютировал на 38 строчке чарта и позже достиг 4 позиции.
«Paparazzi» возглавил чарт Германии, став вторым синглом № 1 в стране. В Нидерландах композиция дебютировала на 27 строчке 18 июля 2009 года и достигла 4 позиции, после шести недель пребывания в чарте. В Италии песня дебютировала на 19 позиции и позже достигла 3 места, став вторым синглом Гаги, попавшим в топ-3 этого чарта.

## Музыкальное видео

### Производство и продвижение

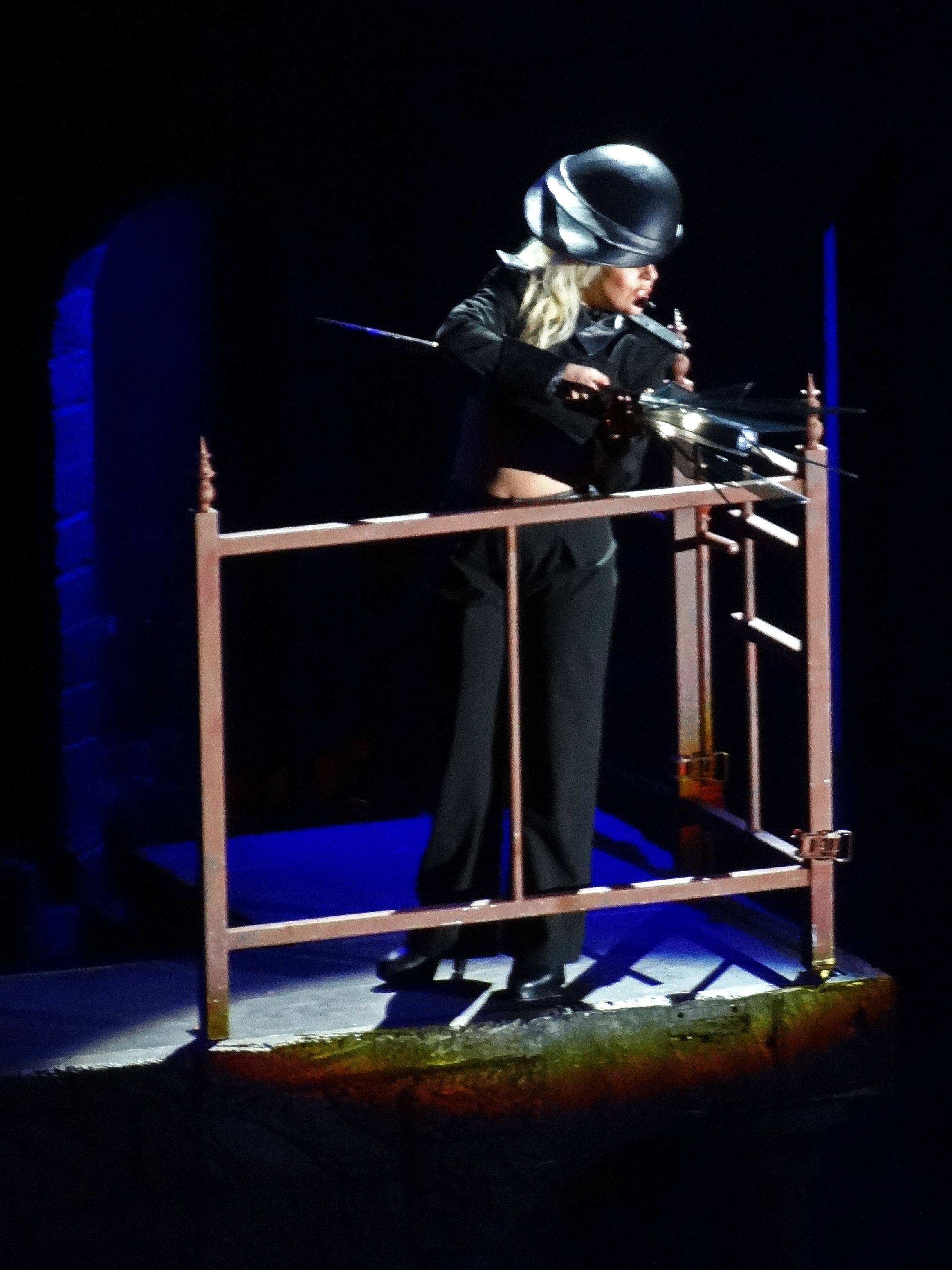
Леди Гага исполняет «Paparazzi» на «The Born This Way Ball» в Манчестере

Видео было снято шведским режиссёром, Йонасом Акерлундом, который до этого снимал видеоклипы для таких исполнителей, как The Smashing Pumpkins, Мадонна, Moby, Rammstein и U2. Жена Йонаса, Бэа Акерлунд, была нанята как стилист Гаги. В интервью MTV, Гага говорила, что уже сняла «[..] моё видео для „Paparazzi“, которое получилось в очень приятном для меня ключе. Видео — это такой мини-фильм». В интервью «The Canadian Press», 26 мая 2009 года, певица описала своё новое видео, как «самую удивительную креативную работу, которую [она] создавала с кем-то совместно, до настоящего момента». Она также объяснила скрытую идею видео и основную мысль, которую оно несёт в себе:

Оно несёт реальный, подлинный и сильный посыл, относящийся к медиа-проституции и смерти, к потере славы, и к тому как это влияет на молодых людей. Видео исследует те искусственно раздуваемые ситуации, в которых оказываются люди, лишь бы стать знаменитыми. Если говорить более определённо — это порнография и убийство. Это наиболее главенствующие темы видео.

Ожидаемой датой премьеры было 4 июня 2009 года, в Великобритании и Ирландии, в эфире «Channel 4». Однако 29 мая, во время гастролей по Австралии, Гага оставила сообщение на её аккаунте в твиттере: «хватит воровать мои чёртовы видео», которое объяснялось тем, что релиз прошёл без согласия певицы.

### Сюжет

Гага в финале клипа Paparazzi

Видеоклип представляет собой восьмиминутный мини-фильм, главные роли в котором исполняют Гага и шведский актёр Александр Скарсгард, играющий роль её бойфренда. Сюжет включает линию убийства, в которой замешана роковая старлетка, постоянно преследуемая фотографами. Видео начинается со сцен в особняке, расположенном на берегу моря, где Гага и её бойфренд показаны лежащими на кровати и разговаривающими по-шведски. После они перемещаются на открытую террасу и начинают целоваться, в то время как спрятавшийся фотограф делает их снимки. Гага понимает, что её бойфренд пропустил фотографа на территорию особняка, и пытается остановить его. Однако, когда она не может вырваться из его объятий, она разбивает бутылку шампанского о его голову. Разозлённый бойфренд сталкивает её с балкона, после чего Гага показана лежащей на земле в луже собственной крови, в то время как папарацци её фотографируют, а таблоиды выходят под заголовками, сообщающими, что её карьера окончена. По утверждениям журнала «Rolling Stone», данная сцена была сделана под влиянием фильма Головокружение Альфреда Хичкока.
Далее показана сцена, в которой Гага подъезжает к дому на лимузине. Мужчина-танцор переносит её на руках из машины и сажает в инвалидное кресло. С этого момента начинает звучать песня. В то время, как танцоры начинают исполнять танец вокруг неё, Гага встаёт с кресла и передвигается с помощью костылей по красному ковру, одетая в металлические бюстье и шлем. Эта сцена перемежается со сценами, показывающими мёртвых моделей, лежащих вокруг особняка. Далее Гага показана лежащей на золотой софе, где она обнимается с тремя рокерами, во время строчки «Loving you is cherry pie». Трио, известное под именем «Snake of Eden», снимается в телевизионной программе «Daisy of Love».
В следующей сцене Гага и её бойфренд, читающий журнал, показаны сидящими на софе в чайной комнате. На Гаге надет жёлтый костюм и круглые очки. «The Guardian» сопоставили вид Гаги в этой сцене с изображением Минни Маус. В конечном счёте Гага мстит своему бойфренду, отравляя его, используя яд, который находился в её кольце и который она незаметно насыпала ему в напиток. Когда он умирает, она звонит в 911 и говорит, что только что убила своего бойфренда.
Далее прибывает полиция и арестовывает Гагу, в то время как папарацци снова окружают её. Газетные заголовки, на этот раз, утверждают о её невиновности, о том, что она вернулась и снова стала знаменитой и популярной. Видео заканчивается тем, что Гага позирует как модель, для полицейских снимков, в то время как закадровый голос говорит: «Смотри в камеру… следующая!».

## Список композиций
| - Английский и австралийский CD-сингл 1. «Paparazzi» (Альбомная версия) — 3:29 2. «Paparazzi» (Filthy Dukes Remix) — 5:21 - Канадский и австралийский iTunes remix EP 1. «Paparazzi» (Stuart Price Remix) — 3:19 2. «Paparazzi» (Moto Blanco Edit) — 4:05 3. «Paparazzi» (Filthy Dukes Club Mix) — 5:21 4. «Paparazzi» (James Carameta Tabloid Club Edit) — 4:27 - Английский и ирландский iTunes remix EP 1. «Paparazzi» — 3:27 2. «Paparazzi» (Filthy Dukes Club Mix) — 5:21 3. «Paparazzi» (Moto Blanco Edit) — 4:05 4. «Paparazzi» (Stuart Price Remix) — 3:19 5. «Paparazzi» (Yuksek Remix) — 4:47 - US iTunes Remix EP 1. «Paparazzi» (Demolition Crew Remix) — 3:55 2. «Paparazzi» (Moto Blanco Edit) — 4:05 3. «Paparazzi» (Stuart Price Remix) — 3:19 4. «Paparazzi» (Filthy Dukes Club Mix) — 5:21 | - US 'The Remixes' CD single 1. «Paparazzi» (Demolition Crew Remix) — 3:55 2. «Paparazzi» (Moto Blanco Edit) — 4:05 3. «Paparazzi» (Stuart Price Remix) — 3:19 4. «Paparazzi» (Filthy Dukes Club Mix) — 5:21 5. «Paparazzi» (James Camareta Tabloid Club Edit) — 4:27 6. «Paparazzi» (Album Version) — 3:29 7. «Paparazzi» (Instrumental Version) — 3:29 - French and German iTunes Remix EP/Germany 'The Remixes' CD single 1. «Paparazzi» (Moto Blanco Edit) — 4:05 2. «Paparazzi» (Moto Blanco Bostic Dub) — 6:42 3. «Paparazzi» (Demolition Crew Remix) — 3:55 4. «Paparazzi» (Stuart Price Remix) — 3:19 5. «Paparazzi» (Filthy Dukes Club Mix) — 5:21 6. «Paparazzi» (Yuksek Remix) — 4:47 7. «Paparazzi» (James Camareta Tabloid Club Edit) — 4:27 8. «Paparazzi» (Radio Edit) — 3:28 - US iTunes Remix EP #2 1. «Paparazzi» (Chew Fu Ghettohouse Radio Edit) — 3:39 2. «Paparazzi» (Yuksek Remix) — 4:47 3. «Paparazzi» (James Camareta Tabloid Club Edit) — 4:27 |

## Чарты и продажи
| Чарт (2009)                      | Высшая Позиция |
| -------------------------------- | -------------- |
| Australian Singles Chart         | 2              |
| Austrian Singles Chart           | 3              |
| Belgian Singles Chart (Flanders) | 7              |
| Belgian Singles Chart (Wallonia) | 6              |
| Brazilian Hot 100 Airplay        | 18             |
| Canadian Hot 100                 | 3              |
| Czech Airplay Chart              | 1              |
| Danish Singles Chart             | 12             |
| Dutch Top 40                     | 4              |
| European Hot 100 Singles         | 3              |
| Finnish Singles Chart            | 9              |
| French Singles Chart             | 6              |
| German Singles Chart             | 1              |
| Hungarian Airplay Chart          | 10             |
| Irish Singles Chart              | 4              |
| Italian Singles Chart            | 3              |
| New Zealand Singles Chart        | 5              |
| Slovak Airplay Chart             | 5              |
| Spanish Singles Chart            | 46             |
| Swedish Singles Chart            | 22             |
| Swiss Singles Chart              | 4              |
| UK Singles Chart                 | 4              |
| US Billboard Hot 100             | 6              |
| US Adult Contemporary            | 15             |
| US Hot Dance Club Songs          | 1              |
| US Pop Songs                     | 1              |

| Страна         | Сертификация |
| -------------- | ------------ |
| Австралия      | 2× Платина   |
| Германия       | Золото       |
| Новая Зеландия | Золото       |
| Швейцария      | Золото       |
| Великобритания | Золото       |
| США            | 5 платин     |

| Чарт (2009)               | Позиция |
| ------------------------- | ------- |
| Australian Singles Chart  | 12      |
| Canadian Hot 100          | 18      |
| German Singles Chart      | 23      |
| UK Singles Chart          | 18      |
| U.S. Billboard Hot 100    | 53      |
| Russian LoveRadio Top-100 | 27      |

| Чарт десятилетия (2000—2009) | Позиция |
| ---------------------------- | ------- |
| Австралия                    | 78      |

| The Top 100 Downloads of All Time | Position |
| --------------------------------- | -------- |
| UK Singles Chart                  | 53       |

## Хронология релиза
| Регион         | Дата             |
| -------------- | ---------------- |
| Ирландия       | 5 июля 2009      |
| Великобритания | 6 июля 2009      |
| Австралия      | 10 июля 2009     |
| Италия         | 17 июля 2009     |
| США            | 8 сентября 2009  |
| Германия       | 11 сентября 2009 |
| Франция        | 7 декабря 2009   |